# Saint-Jacques metróállomás
A Saint-Jacques egy metróállomás Franciaországban, Párizsban a párizsi metró 6-os metróvonalán. Tulajdonosa és üzemeltetője a RATP.

## Metróvonalak
Az állomást az alábbi metróvonalak érintik:
- 6-os metróvonal

## Kapcsolódó állomások
A metróállomáshoz az alábbi állomások vannak a legközelebb:
- Denfert-Rochereau (Charles de Gaulle - Étoile, 6-os metróvonal)
- Glacière (Nation, 6-os metróvonal)